# Gomesende
Gomesende és un municipi de la província d'Ourense a Galícia. Pertany a la comarca d'A Terra de Celanova.
| 3.569 | 3.187 | 3.255 | 2.365 | 1.118 |
| Fonts: INE i IGE (Els criteris de registre censal variaren i les dades de l'INE i de l'IGE poden no coincidir.) |       |       |       |       |